# Guillaume de Marcossey

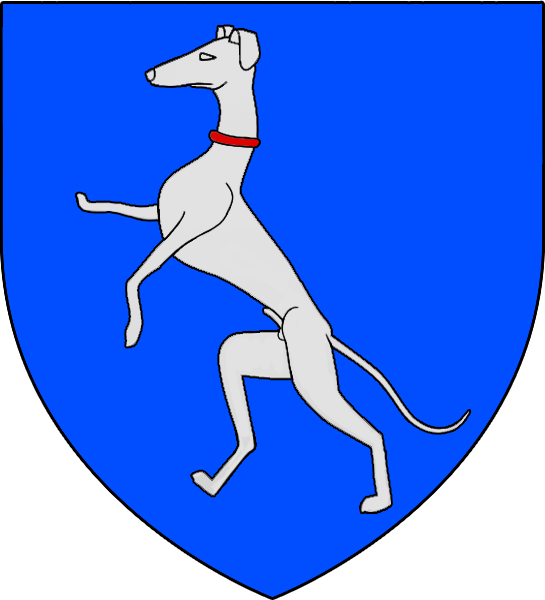
Wappenschild von Guillaume de Marcossey

Guillaume de Marcossey († 31. Dezember 1377) war von 1366 bis 1377 Bischof von Genf.

## Leben
Guillaume entstammte einer Adelsfamilie des Faucigny, deren Stammburg nördlich von Bregny lag. Er wurde 1344 Offizial von Genf, 1348 dort Chorherr und 1349 Dekan von Sitten. Innozenz VI. ernannte ihn 1362 zum Bischof von Gap. Im Jahre 1366 machte ihn Urban VI. zum Bischof von Genf und überging den vom Domkapitel gewählten Nicolas de Begnins. Unter Guillaume wurde der unter seinem Vorgänger begonnene Bau der Genfer Stadtmauer vollendet. Nach seinem Tod 1377 wurde er in der Kathedrale von Genf begraben.